# 세라 셔먼
세라 셔먼(Sarah Sherman, 1993년 3월 7일 ~ )은 미국의 희극인, 배우, 작가이다. 2021년 10월부터 《새터데이 나이트 라이브》(SNL) 크루로 합류해 활동하며 이름을 알렸다.

## 출연 작품

### 영화
- 니모나 (2023) - 목소리
- 내 성인식에 절대 오지 마! (2023) - 랍비 리베카 역